# Казанский тракт
Каза́нский тракт (современное название с конца XIX века), часть Московского тракта.
В современном виде трасса появилась в середины XVIII века после постройки участка д. Полуденная — д. Култаево. В начале XIX века на Казанском тракте размещались станции: Кленовка, Большая Соснова, Дуброва, Оханск, Полуденная и Култаево. Ежегодно для нужд почты, эстафеты проезжающих курьеров,  использовались десятки тысяч лошадей. С кон. XVIII в. Казанский тракт стал важнейшим пересылочным путём отправки в Сибирь осуждённых на каторгу и поселение.
24 марта 1965 года на первой сессии Пермского городского совета депутатов было решено переименовать часть Казанского тракта, проходящую через Пермь, в шоссе Космонавтов.